# ساحل الأميرة مارتا
[ما هي؟]

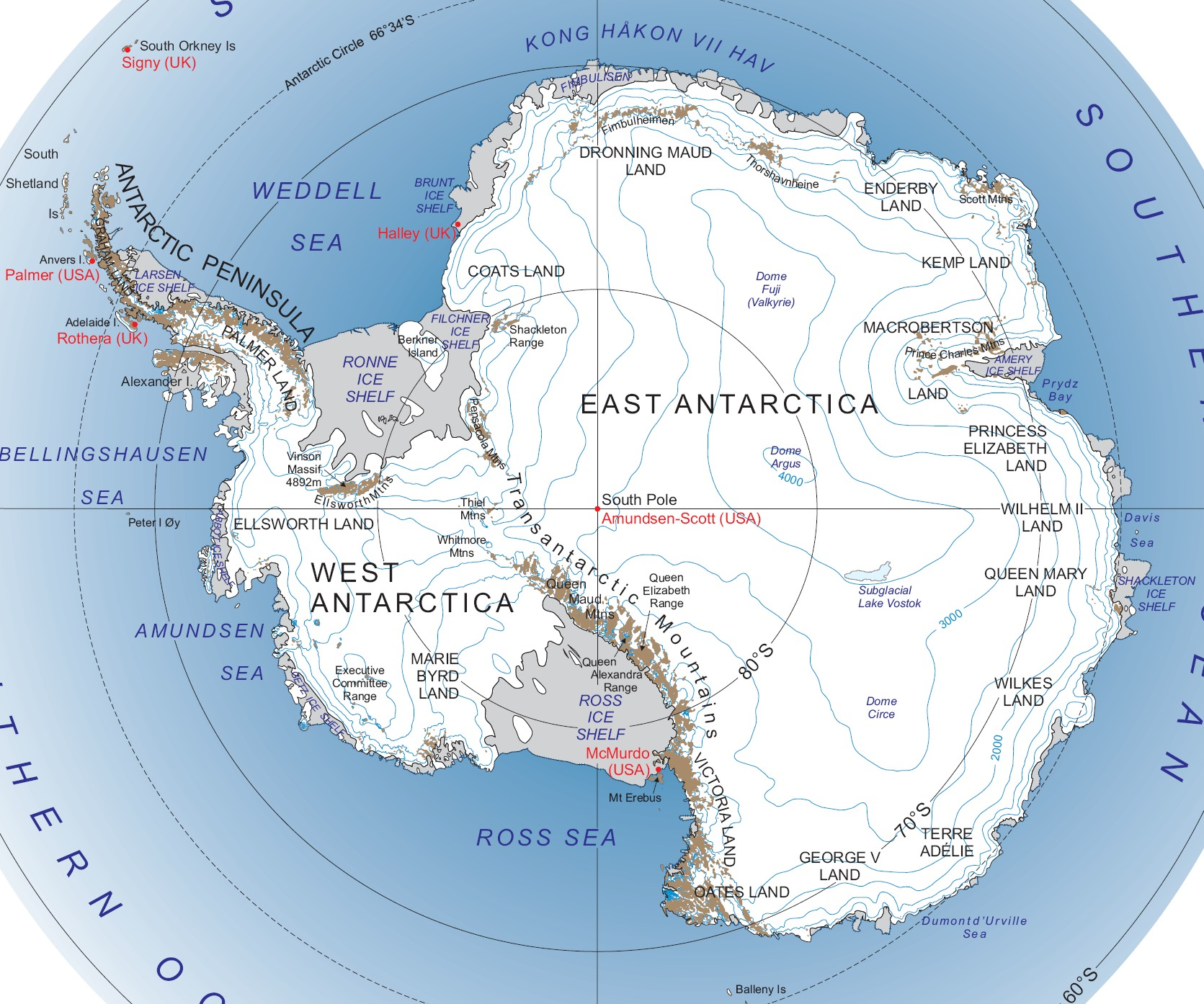

ساحل الأميرة مارتا (72°0′S 7°30′W / 72.000°S 7.500°W) هو جزء من ساحل أرض الملكة مود بين الدرجة 5 شرقا و 20 درجة غربا. الخط الساحلي بأكمله تحده الجروف الجليدية مع طول 20 إلى 35 مترا.
ساحل الأميرة مارتا هي أول منطقة داخلية في أنتاركتيكا يستكشفها إنسان وهما فابيان بيلنجشوزن وميخائيل لازاريف في 1820.اسم «ارض الأميرة مارتا» طبق في الاصل من قبل النقيب هيلمار ريزر لارسن لذلك الجزء من الساحل بالقرب من رأس النرويجيا الذي اكتشف من سفينة النرويجيا ورسم تقريبا من السماء خلال شباط/فبراير 1930. 
سمي على شرف الأميرة مارتا من السويد.
محطة ترول تقع في أقصى الشرق 235 كلم من الساحل.